# (2047) Smetana
(2047) Smetana – planetoida należąca do wewnętrznej części pasa głównego planetoid okrążająca Słońce w ciągu 2 lat i 206 dni w średniej odległości 1,87 au. Została odkryta 26 października 1971 roku w obserwatorium Hamburg-Bergedorf w Bergedorfie przez Luboša Kohoutka. Nazwa planetoidy pochodzi od Bedřicha Smetany (1824-1884), czeskiego kompozytora. Przed jej nadaniem planetoida nosiła oznaczenie tymczasowe (2047) 1971 UA1.